# 호세 디에고 알바레스
호세 디에고 알바레스 알바레스(스페인어: José Diego Álvarez Álvarez, 1954년 11월 21일, 갈리시아 주 몬포르테 데 레모스 ~)는 줄여서 호세 디에고(스페인어: José Diego)로도 알려진 스페인의 전직 축구 선수로, 현역 시절 수비형 미드필더로 활약했다.

## 클럽 경력
호세 디에고는 갈리시아 출신이지만, 유년 시절에 부모와 함께 바스크 주로 이주하여 에이바르에 정착했다. 그가 축구를 시작한 곳은 에이바르였고, 테르세라 디비시온에 에이바르 선수로서 3년을 보냈다.
1974년 여름, 호세 디에고는 이웃 레알 소시에다드로 이적하여 20번째 생일을 두 달 앞둔 9월 7일에 3-2로 이긴 바르셀로나와의 안방 경기에서 라 리가 신고식을 치렀고, 1년차에 8경기를 출전했다. 그 다음 시즌을 기점으로, 그는 하양-파랑 군단(Txuriurdin)의 주축 선수로 도약하여 소속 구단이 1980년에 준우승을 거두고 1981년과 1982년에 2년 연속 우승을 한 세 시즌을 도합해 96경기 출전 7골을 기록했다.
1984-85 시즌에 2경기 출전에 그쳤던 호세 디에고는 30세의 나이로 현역에서 은퇴했다. 그는 레알 소시에다드 소속으로 349번의 공식 경기에 출전하여 23번 골망을 흔들었다.

## 국가대표팀 경력
호세 디에고는 스페인 국가대표팀 경기에 1차례 출전했는데, 이 경기는 1980년 3월 26일에 캄 노우에서 잉글랜드에 0-2로 패한 친선경기로, 그는 후반전에 입장했다. 그는 같은 해에 열린 UEFA 유럽 축구 선수권 대회의 선수단 일원으로 발탁되기도 했다.

## 수상
레알 소시에다드
- 라 리가: 1980–81, 1981–82
- 수페르코파 데 에스파냐: 1982